# Philip Levine
Philip Levine, född 10 augusti 1900, död 18 oktober 1987, var en polsk-amerikansk hematolog. Han upptäckte Rh-systemet 1940 och bidrog även till upptäckten av MNS- med flera blodgruppssystem.
Levine föddes i Kletsk, dåvarande Ryska imperiet, och kom till USA tillsammans med sin familj 1908. Han tog bachelorexamen vid City College of New York och studerade sedan medicin vid Cornell University. 1925 började han arbeta för Karl Landsteiner, som 1901 hade upptäckt ABO-blogruppssystemet och 1922 hade kommit till USA och satt upp ett laboratorium vid Rockefeller Institute.
1946 tilldelades han Laskerpriset för klinisk medicinsk forskning tillsammans med John Friend Mahoney, Karl Landsteiner och Alexander S. Wiener. Landsteiner, Wiener och Levine belönades gemensamt för "upptäckten av Rh-faktorn och dess betydelse som en orsak för maternal, prenatal och neonatal morbiditet och mortalitet."